# Kostki Duże
Kostki Duże – wieś w Polsce, położona w województwie świętokrzyskim, w powiecie buskim, w gminie Busko-Zdrój.
W latach 1954–1958 wieś należała i była siedzibą władz gromady Kostki, po jej zniesieniu w gromadzie Bronina. W latach 1975–1998 miejscowość administracyjnie należała do województwa kieleckiego.

## Integralne części wsi
| SIMC    | Nazwa | Rodzaj    |
| ------- | ----- | --------- |
| 0232064 | Górki | część wsi |

## Historia
Wieś sięgająca historią XIII wieku. Wspomina słownik Kostki jako Wielkie i Kostki Małe, wsie w powiecie stopnickim, gminie i parafii Busko
Długosz wspomina tę wieś w (L.B III, 97), oraz pod rokiem 1257 Kodeks dyplomatyczny polski w  tomie III pod nazwą Kostki al. Kostkowice.
Według spisu z roku 1827 wsie posiadały :
1. Kostki Wielkie 17 domów, 141 mieszkańców,
2. Kostki Małe 11  domów, 81 mieszkańców.

Folwark Kostki Wielkie z wsiami Kostki Wielkie i Kostki Małe, rozległy mórg 439, grunta dobrze urządzone.
Budynków murowanych było 8, drewnianych 2. Płodozmian 6 i 7-polowy. Wsie Kostki wielkie osad 26, z gruntami mrórg 187 i Kostki małe osad 18, z gruntami mórg 294. 